# Dyskografia Roksany Węgiel
Dyskografia Roksany Węgiel obejmuje dwa albumy studyjne, trzydzieści dziewięć singli (w tym pięć z gościnnym udziałem), pięć singli promocyjnych i trzydzieści dziewięć teledysków (w tym cztery z gościnnym udziałem i cztery inne). Artykuł zawiera informacje o datach premiery, wytwórniach muzycznych, nośnikach, pozycjach na listach przebojów, sprzedaży i certyfikatach Związku Producentów Audio-Video.

## Albumy studyjne
| Rok  | Dane dot. albumu | Najwyższa pozycja na liście | Certyfikat             | Sprzedaż        |
| Rok  | Dane dot. albumu | POL                         | Certyfikat             | Sprzedaż        |
| ---- | --- | --------------------------- | ---------------------- | --------------- |
| 2019 | Roksana Węgiel - Wydany: 7 czerwca 2019 - Wytwórnia: Universal Music Polska - Format: CD, digital download, streaming | 3                           | - POL: platynowa płyta | - POL: 30 000+  |
| 2023 | 13+5 - Wydany: 31 marca 2023 - Wytwórnia: Unity Records - Format: CD, digital download, streaming                     | 6                           | - POL: złota płyta     | - POL: 15 000+  |
| 2026 | Błękit - Wydany: maj 2026 - Wytwórnia: Roxie Music - Format: CD, digital download, streaming                          | Zostanie wydany             | Zostanie wydany        | Zostanie wydany |

## Single

### Jako główna artystka
| Rok | Tytuł                                                            | Najwyższe pozycje na listach | Najwyższe pozycje na listach | Najwyższe pozycje na listach | Najwyższe pozycje na listach | Certyfikat             | Sprzedaż       | Album                                      |
| Rok | Tytuł                                                            | POL (airplay)                | POL (airplay nowości)        | POL (streaming)              | POL (Billboard)              | Certyfikat             | Sprzedaż       | Album                                      |
| --- | ---------------------------------------------------------------- | ---------------------------- | ---------------------------- | ---------------------------- | ---------------------------- | ---------------------- | -------------- | ------------------------------------------ |
| 2018 | „Żyj”                                                            | –                            | –                            | X                            | X                            | - POL: złota płyta     | - POL: 10 000+ | Roksana Węgiel                             |
| 2018 | „Obiecuję”                                                       | –                            | –                            | X                            | X                            |                        |                | Roksana Węgiel                             |
| 2018 | „Zatrzymać chwilę” (oraz Edyta Górniak)                          | –                            | –                            | X                            | X                            |                        |                | Hotel Transylwania 3 (ścieżka dźwiękowa)   |
| 2018 | „Anyone I Want to Be”                                            | 4                            | 5                            | X                            | X                            | - POL: platynowa płyta | - POL: 20 000+ | Roksana Węgiel                             |
| 2018 | „Święta to czas niespodzianek” (oraz Zuza Jabłońska i 4Dreamers) | –                            | –                            | X                            | X                            |                        |                | –                                          |
| 2019 | „Lay Low”                                                        | –                            | –                            | X                            | X                            | - POL: platynowa płyta | - POL: 20 000+ | Roksana Węgiel (+ reedycja)                |
| 2019 | „Bunt”                                                           | –                            | –                            | X                            | X                            |                        |                | Roksana Węgiel (+ reedycja)                |
| 2019 | „Dobrze jest, jak jest”                                          | 14                           | 4                            | X                            | X                            | - POL: platynowa płyta | - POL: 20 000+ | Roksana Węgiel (+ reedycja)                |
| 2019 | „Potrafisz”                                                      | 46                           | 3                            | X                            | X                            |                        |                | Roksana Węgiel (+ reedycja)                |
| 2019 | „Half of My Heart”                                               | –                            | –                            | X                            | X                            |                        |                | Roksana Węgiel (+ reedycja)                |
| 2019 | „MVP”                                                            | –                            | –                            | X                            | X                            |                        |                | Roksana Węgiel (+ reedycja)                |
| 2020 | „Nie z tej ziemi” (oraz Małe TGD)                                | –                            | –                            | X                            | X                            |                        |                | Nie z tej ziemi (ścieżka dźwiękowa)        |
| 2020 | „Tajemnice” (gościnnie: Pawbeats)                                | –                            | –                            | X                            | X                            |                        |                | Tajemniczy ogród (ścieżka dźwiękowa)       |
| 2021 | „Korona”                                                         | 15                           | 1                            | X                            | X                            |                        |                | –                                          |
| 2021 | „Kanaryjski”                                                     | 33                           | 1                            | X                            | X                            |                        |                | –                                          |
| 2021 | „Nowa ja”                                                        | –                            | –                            | X                            | X                            |                        |                | –                                          |
| 2022 | „Alone” (oraz Komodo)                                            | –                            | –                            | X                            | –                            |                        |                | –                                          |
| 2022 | „Głośniej”                                                       | –                            | –                            | X                            | –                            |                        |                | –                                          |
| 2023 | „Ciche szepty”                                                   | –                            | X                            | –                            | –                            |                        |                | 13+5                                       |
| 2023 | „Miasto”                                                         | 7                            | X                            | 47                           | –                            | - POL: platynowa płyta | - POL: 50 000+ | 13+5                                       |
| 2023 | „Jak na filmach”                                                 | –                            | X                            | –                            | –                            |                        |                | 13+5                                       |
| 2023 | „Just Us” (oraz Tribbs)                                          | –                            | X                            | –                            | –                            |                        |                | MT                                         |
| 2023 | „Łobuz” (gościnnie: Beata Kozidrak)                              | –                            | X                            | –                            | –                            |                        |                | –                                          |
| 2024 | „Nie mów że kochasz” (oraz Smolasty)                             | –                            | X                            | –                            | –                            |                        |                | –                                          |
| 2024 | „Jedna na milion”                                                | 46                           | X                            | –                            | –                            |                        |                | –                                          |
| 2024 | „Falochrony” (oraz Mata)                                         | 31                           | X                            | 2                            | 2                            | - POL: platynowa płyta | - POL: 50 000+ | 2039: Złote Piaski                         |
| 2024 | „Damą być” (oraz Maryla Rodowicz)                                | –                            | X                            | 93                           | –                            |                        |                | Niech żyje bal                             |
| 2024 | „Nieładnie” (oraz Anastazja Maciąg)                              | –                            | X                            | –                            | –                            |                        |                | Domino                                     |
| 2025 | „Ah ah ah”                                                       | –                            | X                            | –                            | –                            |                        |                | –                                          |
| 2025 | „Twój głos”                                                      | –                            | X                            | –                            | –                            |                        |                | Piep*zyć Mickiewicza 2 (ścieżka dźwiękowa) |
| 2025 | „Oops” (oraz 2KBaby)                                             | –                            | X                            | –                            | –                            |                        |                | –                                          |
| 2025 | „U” (oraz 2KBaby i RJ Pasin)                                     | –                            | X                            | –                            | –                            |                        |                | –                                          |
| 2025 | „Bez słów”                                                       | –                            | X                            | –                            | –                            |                        |                | –                                          |
| 2025 | „Błękit”                                                         | 12                           | X                            | –                            | –                            |                        |                | Błękit                                     |
| „–” oznacza, że singel nie był notowany na danej liście. „X” oznacza, że lista nie istniała w danym okresie. |                                                                  |                              |                              |                              |                              |                        |                |                                            |

### Z gościnnym udziałem
| Rok  | Tytuł                                                   | Certyfikat                | Sprzedaż        | Album     |
| ---- | ------------------------------------------------------- | ------------------------- | --------------- | --------- |
| 2019 | „Live It Up” (B-OK, gościnnie: Roxie i Kristian Kostow) |                           |                 | –         |
| 2021 | „Przyjdź po mnie” (Pawbeats, gościnnie: Roksana Węgiel) |                           |                 | Nocna     |
| 2021 | „Napad na bank” (Ekipa, gościnnie: Roxie)               | - POL: 2× platynowa płyta | - POL: 100 000+ | Sezon 3   |
| 2023 | „Każdej nocy” (Pawbeats, gościnnie: Roksana Węgiel)     |                           |                 | Dzienna   |
| 2024 | „Stały ląd” (PlanBe, gościnnie: Roxie Węgiel)           |                           |                 | Blue Moon |

### Single promocyjne
| Rok  | Tytuł                            | Album                     |
| ---- | -------------------------------- | ------------------------- |
| 2019 | „True”                           | Roksana Węgiel (reedycja) |
| 2020 | „Teeth” (cover)                  | –                         |
| 2021 | „Zaśnij dziecino”                | –                         |
| 2021 | „Paśli pasterze woły”            | –                         |
| 2021 | „Niech Bóg dziś pokój ześle Wam” | –                         |

## Teledyski
| Rok       | Tytuł                                | Reżyseria                             | Źródło |
| --------- | ------------------------------------ | ------------------------------------- | ------ |
| 2018      | „Żyj”                                | Maciek Głaz, Tomasz Stępniak          | [ 12 ] |
| 2018      | „Obiecuję”                           | Wiktor Mrozik, Jakub Obuch            | [ 13 ] |
| 2018      | „Anyone I Want to Be”                | Julia Kotowska                        | [ 14 ] |
| 2018      | „Zatrzymać chwilę”                   | Genndy Tartakovsky                    | [ 15 ] |
| 2018      | „Święta to czas niespodzianek”       | Pascal Pawliszewski                   | [ 16 ] |
| 2019      | „Lay Low”                            | Pascal Pawliszewski                   | [ 17 ] |
| 2019      | „Anyone I Want to Be”                | Christian Haas, Andrea Block          | [ 18 ] |
| 2019      | „Anyone I Want to Be”                | –                                     | [ 19 ] |
| 2019      | „Dobrze jest, jak jest”              | Sebastian Wełdycz                     | [ 20 ] |
| 2019      | „Half of My Heart”                   | Bartosz Podkowiński                   | [ 21 ] |
| 2019      | „Potrafisz”                          | Maciej Puczyński                      | [ 22 ] |
| 2019      | „MVP”                                | Pascal Pawliszewski                   | [ 23 ] |
| 2020      | „Nie z tej ziemi”                    | –                                     | [ 24 ] |
| 2020      | „Tajemnice”                          | –                                     | [ 25 ] |
| 2021      | „Korona”                             | Daniel Rusin                          | [ 26 ] |
| 2021      | „Kanaryjski”                         | Bartosz Podkowiński                   | [ 27 ] |
| 2021      | „Nowa ja”                            | Filip Krupa                           | [ 28 ] |
| 2022      | „Alone”                              | –                                     | [ 29 ] |
| 2022      | „Głośniej”                           | Pascal Pawliszewski                   | [ 30 ] |
| 2023      | „Ciche szepty”                       | HDSCVM                                | [ 31 ] |
| 2023      | „Miasto”                             | –                                     | [ 32 ] |
| 2023      | „Jak na filmach”                     | Katie December, Hubert Zieliński      | [ 33 ] |
| 2023      | „Just Us”                            | Krzysztof Persona, Maciej Maciejewicz | [ 34 ] |
| 2023      | „Łobuz”                              | Paradox                               | [ 35 ] |
| 2024      | „Nie mów że kochasz”                 | Piotr Zajączkowski                    | [ 36 ] |
| 2024      | „Falochrony”                         | Hien Dinh Ngoc                        | [ 37 ] |
| 2024      | „Damą być”                           | Adam Romanowski                       | [ 38 ] |
| 2024      | „Nieładnie”                          | Dawid Ziemba                          | [ 39 ] |
| 2025      | „Twój głos”                          | –                                     | [ 40 ] |
| 2025      | „Bez słów”                           | Dawid Ziemba                          | [ 41 ] |
| 2025      | „Błękit”                             | Tomasz Wilczyński                     | [ 42 ] |
| Gościnnie |                                      |                                       |        |
| 2021      | „Przyjdź po mnie”                    | –                                     | [ 43 ] |
| 2021      | „Napad na bank”                      | Michał Konrad                         | [ 44 ] |
| 2023      | „Każdej nocy”                        | –                                     | [ 45 ] |
| 2024      | „Stały ląd”                          | Borys Bernacki                        | [ 46 ] |
| Inne      |                                      |                                       |        |
| 2015      | Rompey – „Mam obsesję”               | Marcin Rąpała                         | [ 47 ] |
| 2021      | Cleo – „Kocham”                      | Michał Konrad                         | [ 48 ] |
| 2021      | Magda Bereda – „Bluza w rozmiarze L” | Przemysław Gomuła                     | [ 49 ] |
| 2024      | Mata i White 2115 – „1 na 100”       | Hien Dinh Ngoc                        | [ 50 ] |